# Rachel Evans
Rachel Claire Evans es una química británica especializada en ciencia de materiales. Es conocida por su  investigación de materiales de polímero híbrido fotoactivos para dispositivos solares, como células fotovoltaicas orgánicas.

## Biografía
Evans creció en Gales del Sur. Estudió en la Universidad de Swansea y obtuvo una Maestría en Química  en 2002.  Durante su doctorado  investigó  materiales emisores de luz para tecnologías de visualización en pantallas.
Después de su doctorado, Evans pasó un año en la Universidad de Aveiro. Posteriormente recibió una beca Marie Curie de postdoctorado en la Universidad de París, donde estudió la fluorescencia de materiales blandos.  Evans dejó París para incorporarse a la Universidad de Coímbra con una beca de la Fundação para a Ciência e Tecnologia. Se trasladó al Trinity College de Dublín en 2009, donde fue profesora de Química Física.  Obtuvo un ascenso  a profesora asociada en 2016. Durante su estancia en Dublín colaboró extensamente con la Universidad de Montpellier como parte de una colaboración franco-irlandesa.
Evans fue nombrada profesora de la Universidad de Cambridge en 2017. Ocupó el cargo de presidente del Grupo de Fotofísica y Fotoquímica de la Royal Society of Chemistry en 2017.
En 2018 fundó Senoptica Technologies, empresa de la que es  directora científica (CSO), y que produce sensores ópticos  desarrollados en el laboratorio de Evans. Estos sensores detectan envasados en atmósfera modificada defectuosos y cambian  de color para alertar al consumidor sobre la cantidad de oxígeno en el envase.

## Investigación
Evans ha estudiado el autoensamblaje de lumoforos orgánicos; la capacidad de estos materiales de formar complejos supramoleculares tiene aplicaciones prácticas para ajustar propiedades ópticas y electrónicas. Para analizar la morfología de estos materiales ha utilizado diferentes técnicas, como la dispersión de bajo ángulo, espectroscopía y microscopía. También ha investigado sensores sensibles al oxígeno de tinta para impresoras.
Evans ha explorado materiales de polímero híbrido para concentradores solares luminiscentes, y ha  demostrado que es posible limitar la pérdida de luz por reabsorción mediante el control de la orientación del material. También desarrolla técnicas de encapsulación para mejorar la vida útil del dispositivo. Más recientemente se ha interesado por materiales blandos responsivos a estímulos, tintas nanoestructuradas y nanopartículas híbridas.
Evans ha recibido varios premios y reconocimientos por su labor de investigación. En 2018 se convirtió en Miembro de la Royal Society of Chemistry (FRSC) y en socia del Instituto de Materiales, Minerales y Minería (FIMMM)